# ヴェッダ語
ヴェッダ語（ヴェッダご、Vedda 発音 [væđđā]）はスリランカの先住民ヴェッダ人の言語である。ヴェッダ人としてのアイデンティティをもたない海岸部のヴェッダ人も、狩猟や宗教儀式において使用する。
1959年に本格的なフィールド調査が行われた時には、その使用はDambana村のヴェッダ人の老世代に限られていた。1990年においても自らをヴェッダ人と認識する人々は、ヴェッダ語についてほとんど単語、語法を知らなかったが、包括的に言語を知っていた人はいた。言語学者の間では、第一に、ヴェッダ語は
シンハラ語の方言なのか、独立した言語のなのかという論争があった。後の研究ではヴェッダ語は過去にヴェッダ人が初期シンハラ人と接触した時に誕生したクレオール言語であると示されている。シンハラ人から大量の語彙と統語的特徴を借用したため、多くの点でシンハラ語と似たように見える累積的な結果を生みだすこととなった。
ヴェッダ語の親言語の起源は未知であるが、シンハラ語はインド・ヨーロッパ語族のインド語派に属す。ヴェッダ語は音韻論的には、[c] と [ɟ] の硬口蓋音を多用するという点でシンハラ語と区別される。この現象は無生物接尾辞の追加によってさらに頻度が高まる。形態論的には、ヴェッダ語の品詞は、名詞、動詞、不変詞があり、生物名詞には独特の性の区別がある。ヴェッダ語はシンハラ語に比べて、例えば二人称代名詞や否定的な意味の表示の多くの形を減らして、単純化した。シンハラ語や他の言語から新たな語を借用する代わりに、ヴェッダ語は限られた語彙を組み合わせて新たな語を生み出した。シンハラ語との密な接触の残存として、ヴェッダ語にはシンハラ語の10-12世紀における古い表現が残っている。いっぽうでシンハラ語由来でない独自の語も多くあり、ヴェッダ語はシンハラ語に対し基層言語として影響を与えた。これはシンハラ語にインド・アーリア語にもドラヴィダ語にも見られない語彙的、構造的要素が存在することから明らかである。